# Hippacris diversa
Hippacris diversa is een rechtvleugelig insect uit de familie veldsprinkhanen (Acrididae). De wetenschappelijke naam van deze soort is voor het eerst geldig gepubliceerd in 1944 door Rehn & Rehn. De soort komt voor in Peru.